# Daniel Chapo
Daniel Francisco Chapo (Inhaminga, 6 de enero de 1977) es un político mozambiqueño que se desempeña como presidente de Mozambique desde el 15 de enero de 2025, tras ser el candidato del partido político gobernante, FRELIMO, para las elecciones presidenciales de 2024. Se desempeñó como gobernador de la provincia de Inhambane de 2016 a 2024.

## Biografía
Chapo nació el 6 de enero de 1977 en Inhaminga, provincia de Sofala, Mozambique. Tuvo su educación primaria en Inhaminga de 1982 a 1985, luego en el distrito de Dondo de 1986 a 1987, y tuvo educación secundaria en el distrito de Dondo de 1988 a 1996, luego en la Escuela Secundaria Samora Machel en Beira de 1997 a 1998. Asistió a la Universidad Eduardo Mondlane en Maputo y estudió derecho, graduándose con un título en 2000. Chapo se convirtió en notario público en 2004. Más tarde recibió una maestría en gestión del desarrollo de la Universidad Católica de Mozambique en 2014. 
Chapo trabajó como locutor para Radio Miramar en Beira de 1997 a 1998 y más tarde fue presentador de noticias para Televisão Miramar en la capital de 2003 a 2004.  Fue nombrado conservador de Nacala-Oporto en 2005. Ha realizado prácticas para un colegio de abogados de 2007 a 2008 y también enseñó ciencias políticas y derecho constitucional en la Universidad Pedagógica de Maputo en 2009.

### Carrera política
Chapo entró en política con el partido FRELIMO en 2009, siendo nombrado administrador del distrito de Nacala-a-Velha.  Más tarde se convirtió en administrador del Distrito de Palma en 2015. Fue nombrado gobernador de la provincia de Inhambane el 4 de marzo de 2016. Tres años después, fue elegido para el cargo durante las elecciones generales de octubre de 2019.
El 5 de mayo de 2024, Chapo fue anunciado como el candidato del FRELIMO para las elecciones presidenciales de 2024, para reemplazar a Filipe Nyusi, con 225 votes a favor (94%) por parte del comité del partido. Considerado relativamente desconocido, su nominación fue vista como una sorpresa. El 13 de mayo, fue nombrado secretario general interino del partido.  Más tarde anunció su renuncia como gobernador de la provincia de Inhambane, que fue aprobada por el parlamento provincial el 23 de mayo, para centrarse en las elecciones del 9 de octubre. Es el primer candidato presidencial del FRELIMO que nació después de la independencia del país de Portugal en 1975. Debido al dominio de FRELIMO en la política mozambiquena, Chapo es visto como el favorito para ganar las elecciones.

## Vida personal
Chapo está casado y tiene cuatro hijos. Es cristiano.